# 케타민
케타민(ketamine)은 마취제의 한 종류이다. 전신 마취제로 분류되며 의학적 용도로는 수술을 위한 마취 유도, 통증의 경감에 이용된다. 마약으로 악용되면 환각, 혼란 등의 증세를 발현시키고, 두통이나 졸림, 혈압 상승, 지리멸렬(chaotic), 어지러움, 메스꺼움, 호흡저하 등의 부작용이 있으며, 이러한 증상이 심화되면 사망에 이를 수도 있다.

## 범죄
2009년, 배우 주지훈은 케타민 복용 혐의로 징역형의 집행유예를 선고받았다. 
2016년, 최순실씨가 자주 드나든 것으로 알려진 강남구 논현동 '김00 의원'이 향정신성의약품 관리대장을 파기했다는 의혹을 받았다.
2019년, 버닝썬 게이트에도 등장한다. 케타민은 원래 동물용 마취제로 사용하던 것을 미국의 클럽 등지에서 엑스터시라는 마약의 대용품으로 사용하기 시작했다. 케타민은 클럽 버닝썬 게이트에서도 약용된 바 있어 '클럽 마약', '버닝썬 마약'이라고도 불린다. 우울증 약으로도 쓰인다.
2023년, 배우 유아인이 마약 혐의로 불구속 기소되었다. 국립과학수사연구원의 검사 결과 유아인의 모발에서는 프로포폴 외에도 대마, 코카인, 케타민 등 모두 4종류의 약이 확인됐다.
2023년 8월, 최근엔 이른바 ‘클럽용 마약’으로 불리는 “케타민에 대한 감정건수가 늘었다”고 했다. 관세청 발표에 따르면 올 상반기에 적발된 마약류 밀수 중 ‘케타민’이 크게 늘었다. 김지현 국과수 서울과학수사연구소 독성화학과 연구관은 “전날(20일) 들어온 마약 감정의뢰 30여 건 중 7건(약 23%)이 케타민이었다”며 “감정의뢰 건수를 보면 남용이 늘고 있다는 걸 알게 된다”고 했다.
2023년 10월, 소위 '클럽마약'으로 불리는 케타민의 처방 현황을 살펴보면 최근 3년 6개월간 강남구 소재 의원에서 약 78만명의 환자가 처방받은 것으로 나타났다. 전국에서 압도적인 양의 케타민 처방전이 강남구에서 발급되었다.
2023년 10월, 할리우드 유명 코미디시리즈 <프렌즈>의 스타 배우 매슈 페리 (배우)가 전신마취제로 쓰이는 '케타민'의 급성 영향으로 사망한 것으로 확인됐다.
2023년 8월 2일 발생한 롤스로이스 사건에 대해 수사 중인 경찰이 사건발생 직후 피의자 신모(28)씨에 대해 구속 영장 신청을 하지 않은 것은 의사의 “케타민 처방했다” 진술이 있었기 때문이라고 밝혔다.
2023년 12월 27일, 톱스타 배우 이선균이 자살했다. 강남구 유흥업소 실장 김모(여·29)씨는 "이씨가 빨대를 이용해 케타민을 코로 흡입하는 걸 봤다"고 경찰에서 진술했다. 마약 투약 등 전과 6범인 김실장은 평소 알던 성형외과 의사 B(42·남) 씨로부터 건네받은 마약을 이 씨에게 전달한 의혹도 받고 있다. 이 씨에게 마약 투약 장소로 자신의 집을 제공하기도 했다. 경찰 조사에서 "시술을 받으며 의사 B 씨를 알게 됐다"며 "그동안 대마와 케타민은 모두 B씨에게 받았다"고 주장했다. 경찰은 이 씨에게 마약류를 건넨 것으로 지목된 유흥업소 실장 김 모 씨와, 김 씨에게 마약류를 공급한 혐의를 받는 성형외과 의사를 구속하면서 관련 증거와 진술을 확보했다.

## 같이 보기
- 환각제
- 펜시클리딘